# Nosodendron lentum
Nosodendron lentum är en skalbaggsart som beskrevs av Oehme-leonhardt 1954. Nosodendron lentum ingår i släktet Nosodendron och familjen almsavbaggar. Inga underarter finns listade i Catalogue of Life.